# نزيهة عريبي
نزيهة عريبي، (بالإنجليزية: Naziha Arebi)‏ مواليد 1984، هي مخرجة ومنتجة وكاتبة وفنانة ليبية بريطانية، معروفة لإخراجها وإنتاجها «حقول الحرية» الحائز على عدة جوائز، والذي يتتبع مسيرة ثلاث نساء ضمن المنتخب الليبي لكرة القدم النسائي خلال فترة ما بعد سقوط النظام الحاكم في ليبيا، والذي عُرض لأول مرة في مهرجان تورنتو السينمائي الدولي لعام 2018ـ وقامت بمشاريع أفلام أخرى.

## بدايتها ومشوارها
ولدت نزيهة عام 1984، من أب ليبي وأم إنكليزية، ونشأت في المملكة المتحدة. حصلت على درجة الماجستير في كلية «سنترال سانت مارتن» للفنون والتصميم. وبعد التخرج انتقلت إلى ليبيا لتعلم ثقافة والدها.
اشتغلت على أفلام قصيرة وأفلام وثائقية ل«بي بي سي ميديا أكشن»، و«الدستور الليبي» و«الجزيرة» ومنظمة الأمم المتحدة للمرأة. عرضت أفلامها في مهرجان الأفلام العربية في الولايات المتحدة. وكذلك في المهرجانات السينمائية في طرابلس وإدنبرة والشرق الأوسط وشمال أفريقيا في لندن. ومن أفلامها «موجة» عام 2011، و«أعلام الجدة» عام 2012، و«حقول الحرية» عام 2018. وتقول العريبي عن العمل في السينما الآن في ليبيا «الجمهور مهتم بالسينما، ولكن المؤهلات غير متوفرة، ولا يوجد قطّاع صناعي ليقدّم الدعم اللازم».

## جوائز وترشيحات
- ترشحت لجائزة الحصان البرونزي لأفضل فيلم وثائقي من مهرجان ستوكهولم السينمائي عام 2018 عن فيلم «حقول الحرية».[7]
- ترشحت لجائزة مسابقة سبوتلايت لأفضل فيلم وثائقي من مهرجان مينيابوليس سانت بول السينمائي الدولي عام 2019 عن فيلم «حقول الحرية».[7]
- ترشحت لجائزة بافتا اسكتلندا لأفضل فيلم وثائقي عن فيلم «حقول الحرية» عام 2019.[7]
- جائزة أفضل وثائقي بمهرجان جوبرغ للأفلام 2018 عن فيلم «حقول الحرية».[8]
- جائزة «كرامة» لأفضل فيلم وثائقي من حقوق الإنسان عام 2019.[8]
- جائزة أفضل فيلم في مهرجان السينما الليبي الأول عن فيلمها «بين الحبال».[6]